# Браеркліфф (Техас)
Браеркліфф (англ. Briarcliff) — селище (англ. village) в США, в окрузі Тревіс штату Техас. Населення — 2062 особи (2020).

## Географія
Браеркліфф розташований за координатами 30°24′33″ пн. ш. 98°2′40″ зх. д. / 30.40917° пн. ш. 98.04444° зх. д. (30.409178, -98.044552).  За даними Бюро перепису населення США в 2010 році селище мало площу 4,48 км², з яких 4,30 км² — суходіл та 0,18 км² — водойми.

## Демографія
Згідно з переписом 2010 року, у селищі мешкало 1438 осіб у 588 домогосподарствах у складі 439 родин. Густота населення становила 321 особа/км².  Було 717 помешкань (160/км²).
Расовий склад населення:
| - 95,8 % — білих - 0,5 % — азіатів - 0,3 % — корінних американців - 0,3 % — чорних або афроамериканців - 1,7 % — осіб інших рас |

До двох чи більше рас належало 1,5 %. Частка іспаномовних становила 6,5 % від усіх жителів.
За віковим діапазоном населення розподілялося таким чином: 21,7 % — особи молодші 18 років, 66,5 % — особи у віці 18—64 років, 11,8 % — особи у віці 65 років та старші. Медіана віку мешканця становила 43,1 року. На 100 осіб жіночої статі у селищі припадало 102,5 чоловіків;  на 100 жінок у віці від 18 років та старших — 100,4 чоловіків також старших 18 років.
Середній дохід на одне домашнє господарство  становив 124 341 долар США (медіана — 87 411), а середній дохід на одну сім'ю — 142 027 доларів (медіана — 94 866). Медіана доходів становила 64 412 долари для чоловіків та 49 063 долари для жінок. За межею бідності перебувало 2,7 % осіб, у тому числі 1,3 % дітей у віці до 18 років та 2,1 % осіб у віці 65 років та старших.
Цивільне працевлаштоване населення становило 852 особи. Основні галузі зайнятості: освіта, охорона здоров'я та соціальна допомога — 17,7 %, науковці, спеціалісти, менеджери — 14,3 %, фінанси, страхування та нерухомість — 13,4 %.